# 海岸町停留場
海岸町停留場（かいがんちょうていりゅうじょう）はかつて函館市海岸町にあった函館市交通局（現・函館市企業局交通部、函館市電）本線の停留所である
。

## 歴史
- 1913年（大正2年）10月30日 - 開業[1]。
- 一時期、「海岸町交番前」を名乗る[1]。
- 1925年（大正14年）以降 - 名前が海岸町に戻る[1]。
- 1950年（昭和25年）10月22日 - 移設される[1]。
- 1993年（平成5年）4月1日 - 本線の部分廃止と共に廃止[1]。
  - 廃止後は函館市営バスにより代替路線バスが運行された[2]。

## 構造
- 相対式2面2線。ホームはなく、路面電車停留場の道路標示[3]が設置されていた。

## 周辺
- 国道5号
- 函館西警察署
- 函館海岸郵便局

## 隣の停留場
函館市交通局
本線（1993年4月1日廃止）
若松町停留場 - 海岸町停留場 - 万代町停留場